# Callostoma imperator
Callostoma imperator är en tvåvingeart som först beskrevs av Nurse 1922.  Callostoma imperator ingår i släktet Callostoma och familjen svävflugor. Inga underarter finns listade i Catalogue of Life.